# UTC+12:45
UTC+12:45 is de tijdzone voor:

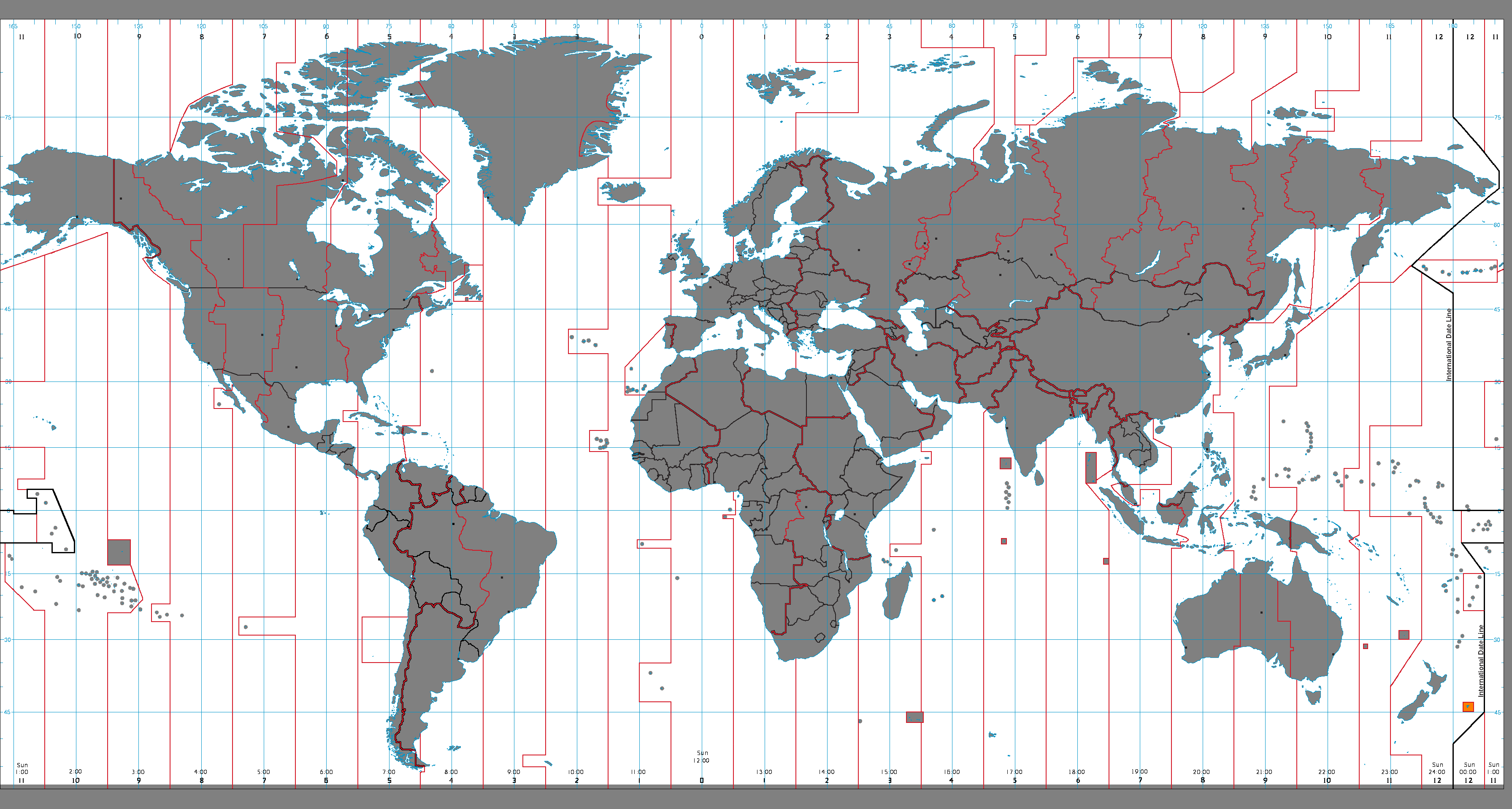
wintertijd

- Nieuw-Zeeland: Chathameilanden (standaardtijd: zomertijd is UTC+13:45) (zuidelijk halfrond)